# Bartolomé Rajoy Losada
Bartolomé Rajoy Losada (ur. 25 sierpnia 1690 w Pontedeume, zm. 17 lipca 1772 w Santiago de Compostela) – hiszpański duchowny rzymskokatolicki, w latach 1751-1772 arcybiskup Santiago de Compostela.

## Życiorys
Święcenia kapłańskie przyjął w 1724. 19 lipca 1751 został mianowany arcybiskupem Santiago de Compostela. Sakrę biskupią otrzymał 12 września 1751. Za jego rządów przebudowana została fasada katedry.